# Street Sounds Electro 9
Street Sounds Electro 9 er det niende opsamlingsalbum i en serie og blev udgivet i 1985 af StreetSounds. Albummet udkom som LP-plade og kassettebånd og består af otte electro og old school hip hop numre mixet af Herbie Laidley.

## Sporliste
| 1. | "The Show"            | Doug E. Fresh & The Get Fresh Crew | -:-- |
| 2. | "Bad Boys"            | Bad Boys                           | -:-- |
| 3. | "The Home Of Hip Hop" | D.ST                               | -:-- |
| 4. | "Terminator"          | Kid Frost                          | -:-- |

| 1. | "World Class"           | The World Class Wreckin' Cru          | -:-- |
| 2. | "Needle To The Groove"  | Mantronik                             | -:-- |
| 3. | "The Fat Boys Are Back" | Fat Boys                              | -:-- |
| 4. | "The Roof Is On Fire"   | Rock Master Scott & The Dynamic Three | -:-- |